# Zonites anaphiensis
Zonites anaphiensis е вид коремоного от семейство Zonitidae.

## Разпространение
Видът е разпространен в Гърция.